# Patrieszy
Patrieszy (ros. Патреши) – wieś (dieriewnia) w Rosji, w obwodzie pskowskim, w rejonie pytałowskim. W 2010 liczyła 23 mieszkańców.